# Educació tecnològica
Cada país ha introduït en el seu sistema educatiu la formació tecnològica de forma diferent. La tradició tecnològica a Anglaterra i Suècia, pioners en aquest camp (ambdós van fer els seus primers plans d'estudi assessorats per Comenius) contrasta molt amb la recent incorporació al currículum espanyol, on les diferents comunitats autònomes han fet el seu desplegament de forma diversa.

## Definició
| «                                                                           | «La educación tecnológica, como espacio curricular, se propone promover en la formación de los niños y las niñas tanto el desarrollo de la capacidad de identificar y resolver problemas técnicos como de una mirada que identifique a la tecnología como un aspecto fundamental de la cultura, favoreciendo nuevos vínculos de los alumnos con el medio tecnológico en el que están inmersos. Así, en la escuela los niños deberían ser iniciados en el estudio de lo que algunos autores denominan la cultura tecnológica». | » |
| — Ministerio de Educación, Ciencia y Tecnología de la Nación (Buenos Aires) | |   |

| «                                                                       | (traducció al català) L'educació tecnològica, com espai curricular, es proposa promoure a la formació dels nens i nenes el desenvolupament de la capacitat d'identificar i resoldre problemes tècnics amb una mirada que identifiqui i consideri la tecnologia com un aspecte essencial de la cultura, afavorint nous vincles dels alumnes amb els mitjans tecnològics que els envolten. Així, a l'escola els nens haurien de ser indicats en allò que alguns autors denominen la cultura tecnològica. | » |
| — Ministeri d'Educació, Ciència i Tecnologia de la Nació (Buenos Aires) | |   |

En la realització d'activitats d'ensenyament tecnològic a la Primària, els propòsits perseguits transcendeixen la reproducció de certes tècniques o del desenvolupament d'habilitats motrius. Mitjançant aquesta modalitat educativa es pretén desenvolupar l'intercanvi de coneixements, experiències i sabers.
L'educació tecnològica s'entén com una educació general, en tots els nivells i modalitats. Els NAP (nuclis d'aprenentatge prioritari) defineixen els següents eixos: processos tecnològics, mitjans tècnics, canvis i continuïtats i la reflexió de la tecnologia com un procés sociocultural per a l'home. Els processos tecnològics s'entenen com processos sobre la matèria, l'energia i la informació. L'anàlisi d'aquests processos es duu a terme mitjançant el que anomenen operacions «nucli mínim». El desenvolupament tècnic («quefer tècnic») parteix d'un objectiu i després es proposa un camí per arribar a l'assoliment d'aquest objectiu. Més tard apareixen els mitjans tècnics que s'usaran, i tot això, es desenvolupa en un medi sociotènic. No hi ha una divisió entre allò tècnic y allò social quan es fa tecnologia.
| « | «Es una disciplina escolar, de formación general, que posibilita que los alumnos se aproximen al conocimiento de un mundo creado por el hombre, un mundo artificial, con una cultura fundamentalmente tecnológica y que crea unas determinadas relaciones del hombre con los hombres, con lo social, con lo natural, con lo cultural, con lo ideológico político, con lo ético. Acceder al conocimiento de la cultura tecnológica, de éste mundo artificial, es poner al alumno en contacto con determinadas técnicas, procedimientos, recursos, materiales, procesos y objetos de este mundo. Aquí, el contenido especifico de las técnicas, procesos, productos, objetos, y materiales están en directa relación con lo tecnológico, con lo artificial, con lo creado por el hombre para satisfacer verdaderas demandas y necesidades, resolviendo problemas para una mejor calidad de vida». | » |
| — Susana Leliwa, Enseñar Educación Tecnológica en los escenarios actuales.(2008) Córdoba: Comunicarte. p. 28-29. | |   |

| « | (traducció al català) «En una disciplina escolar, de formació general, que possibilita que els alumnes s'aproximin al coneixement d'un món creat per l'home, un món artificial, amb una cultura fonamentalment tecnològica i que crea unes determinades relacions de l'home amb la resta dels homes, amb allò social, amb allò natural, amb allò ideològic polític i amb allò ètic. Accedir al coneixement de la cultura tecnològica, d'aquest món artificial, és posar a l'alumne en contacte amb determinades tècniques, procediments, recursos, materials, processos i objectes d'aquest món. Aquí, el contingut específic de les tècniques, processos, productes, objectes i materials està en relació directa amb allò tecnològic, amb allò artificial, amb allò creat per l'home per satisfer veritables demandes i necessitats, resolent problemes per a una millor qualitat de vida.» | » |
| — Susana Leliwa, Ensenyar Educació Tecnològica en els escenaris actuals.(2008) Córdoba: Comunicarte. p. 28-29. | |   |

## Educació tecnològica i tecnologia.
Els productes tecnològics (i la tecnologia) en la seva ampla fonamentació teòrica són l'objecte d'estudi de l'educació tecnològica. Dins d'aquesta educació es tracten els diferents punts (coneixements i habilitats):
- Conjunt de productes artificials fabricats per l'home
- Conjunt de persones, màquines i recursos necessaris en un procés de fabricació.
- Els diferents enfocaments de l'educació tecnològica.
- La dimensió tècnica, que incorpora recursos humans i tecnològics.
- Conjunt de coneixements, metodologies, capacitats i destreses per poder acomplir les tasques productives.
- Sistema sociotècnic necessari per poder usar els productes fabricats.[3]

##### Adquisició de destreses i habilitats pràctiques
La complexitat de cada destresa és molt diferent, ja que el treball artesanal pot ensenyar-se des dels primers anys d'escolarització, mentre que l'aplicació de ciències requereix un coneixement previ d'aquestes (generalment l'adquisició d'aquest coneixement correspon amb els últims anys de la secundària).
- Artesana: fabricació individual d'artefactes de manera casolana o en petits tallers.
- Industrials: capacitació per a treballs fabrils.
- Disseny de solucions: mètodes innovadors per resoldre problemes pràctics.
- Aplicació de ciències: amb el fi de resoldre qüestions pràctiques.

#### Comprenssió del fenomen tecnològic
A partir d'aquest ensenyament, es busca millor en els estudiants la participació en el món tecnològic contemporani mitjançant els diferents eixos temàtics:
- Tecnologies crítiques: principals tecnologies utilitzades per a satisfer les necessitats bàsiques. Serveixen per a solucionar problemes de l'entorn fent ús dels diferents sabers i utilitzant («apropiant-se») els instruments necessaris.
- Ciència, tecnologia i societat: comprensió de les habilitats científiques i socials de les activitats tecnològiques, esperant que existeixin algunes que posseeixin efectes ambientals, comprenen quins són aquests efectes i quin és el seu impacte a la societat i al planeta.[4]
- Reflexió i qüestionament sobre la tecnologia: ens referim a la capacitat de comprendre la tecnologia en tractar-se d'un ens en constant evolució i transformació. Això implica que la tecnologia està subjecte plenament a les necessitats, costos i/o beneficis que pot entregar la societat, sent total responsabilitat de l'ésser humà que els objectius de la tecnologia estiguin enfocats en la direcció correcta. Aquesta idea implica que l'ésser humà té una funció alfabetitzadora, formativa i orientativa i que a causa d'això hauria de contribuir al desenvolupament de la tecnologia.

## Història
La incorporació de l'educació tecnològica dins dels sistemes educatius, té origen en les reformes educatives que es van produir als Estats Units a la dècada dels setanta. A través de tallers d'educació i d'art industrial es van acabar formant les primeres classes d'educació tecnològica.
Paral·lelament a Anglaterra, l'educació tecnològica evolucionava a partir dels tallers que s'imparteixen sobre antics oficis. Les revolucions tecnològiques, que havien succeït a diferents llocs del món en aquells anys, van originar noves necessitats i problemes.
Eggleston (1192) i Layton (1933) van assenyalar que la història de l'educació tecnològica té 3 arrels:
- un capacitat desenvolupada només en l'educació artesanal
- una provisió que era segregada rígidament en línies de gènere
- una provisió ideada per als estudiants menys capacitats

## Estructura didàctica
L'única pauta didàctica per al desenvolupament de l'assignatura (aplicable a tots els continguts obligatoris) es refereix al fet que la tecnologia s'aprèn millor operant amb ella i no només llegint o rebent informació descriptiva de com s'ha de fer o de com ho fan altres. És a dir, més enllà d'explicar-se de manera teòrica s'ha d'aprendre mitjançant la pràctica. És per això que destaquen activitats com l'anàlisi de productes i els projectes tecnològics com a procediments metodològics per a la seva praxi pedagògica. Moltes activitats acostumen a realitzar-se de manera grupal i cooperativa, incentivant als estudiants a involucrar-se activament en el desenvolupament dels continguts mitjançant la comunicació amb els seus companys.

#### Mètodes d'anàlisi de tecnologies
Es recomanen els següents tipus d'anàlisi (amb les seves respectives preguntes):
- Morfològic: es deu parlar de la forma (pot incloure: mides, pes, volum, colors). Es tracta d'observar i registrar en un informe la forma exterior de l'objecte i, en el cas que es pugui observar sense necessitar desmuntar-lo, la seva estructura de suport. Se centra en les característiques geomètriques (secció, volum, ergonomia, etc). Per una millor comprensió de l'informe elaborat, aquest pot anar acompanyat d'un gràfic de l'objecte analitzat.
- Funcional: Per a què serveix? S'ha de mencionar les funcions primàries i secundàries que realitza l'objecte i si aquest compleix amb els objectius plantejats quan va ser creat (tant en l'aspecte funcional com en l'aspecte ergonòmic).
- De funcionament: Com funciona? Com s'utilitza? Aquesta anàlisi sovint es duu a terme juntament amb l'anàlisi estructural: com funciona el producte i quina és la funció/missió de cada component/element, reconeixent els seus principis de funcionament.
- Estructural funcional: Quines són les seves parts i com es relacionen? En aquesta part cal mencionar cadascuna de les parts que componen l'objecte i com aquestes es relacionen entre si. Per realitzar el llistat de components, si és necessari, es desmuntarà l'objecte.

- Tecnològic: Com està fet i de quins materials? Cal indicar quins són els materials amb els quals s'ha construït l'objecte (discriminant/separant per component, si escau) mencionant també els procediments de fabricació. S'ha de fer una anàlisi de la tecnologia dels materials I els diferents processos de fabricació.

- Econòmic: Quin valor té? (poden incloure diferents costos: de producció, de venda, etc.). En aquesta anàlisi se li dona valor a l'objecte, i es recomana esbrinar el preu de venda als comerços i estimar si el preu coincideix amb la seva funció i amb allò analitzat tecnològicament i estructuralment.

- Comparatiu: En què es diferencia d'altres objectes tecnològics que el poden arribar a reemplaçar? En aquesta anàlisi compararem el nostre objecte amb altres que compleixen la mateixa funció. S'han d'assenyalar les diferències estructurals i allò referent a com cadascun dels objectes compleix les seves funcions (efectivitat, precisió, funcionament, etc.). Una altra opció és comparar l'objecte analitzat amb altres de forma similar però de funció diferent i registrar les semblances de forma I les diferències de funció.

- Relacional: Com està amb el seu entorn? Cal analitzar tots els objectes vinculables al que s'està analitzant. Per exemple, l'energia elèctrica, si és propulsat per ella; qualsevol dispositiu de suport, si ho requereix; les eines, etcètera.

- Reconstrucció de l'origen/sorgiment i l'evolució històrica del producte: Com es va originar i quin ha estat el procés i evolució històrica? En aquest nivell de lectura de l'objecte es busca obtenir les motivacions que van originar-lo i determinar l'època de creació. Els objectes no responen només a una necessitat que han de satisfer, sinó que també a una càrrega expressiva de l'època de creació: "l'esperit de l'època". Aquesta anàlisi va més enllà de l'objecte i utilitza altres fonts com textos, informes, relats, entre altres suports.

- Ambiental: Correspon a l'anàlisi de les possibles conseqüències de l'objecte/producte respecte al seu ambient: si el seu ús genera alguna substància tòxica o nociva per l'aire o l'aigua o qualsevol altre element natural. És la cerca d'alguna conseqüència que podria arribar a afectar la salut humana o el planeta en general.

- Social: S'analitzen els canvis social culturals de l'ésser humà en un camp tecnològic enfocar als nous paradigmes de l'educació digital.
- Progressos: Els sistemes d'equilibri de la natura s'estan convertint en el desequilibri de certes àrees i punts crítics.

#### Àrees del coneixement de la tecnologia
- Coneixement de dibuix tècnic.
- Coneixement d'estructures.
- Coneixement de materials (fusta, metall, plàstic, materials de construcció).
- Coneixement de mecànica.
- Coneixement d'electricitat.
- Coneixement d'electrònica.
- Coneixement d'informàtica.
- Coneixement de pneumàtica e hidràulica.
- Coneixement de robòtica i automàtica.
- Coneixement de medi ambient i societat.

## Alfabetització digital
L'alfabetització digital és una àrea de l'educació tecnològica que resulta fonamental incentivar avui en dia en estar immersos en l'era de la cultura digital. Como diu Martín Varsavsky el fenomen mundial de les tecnologies de la informació i la comunicació, ha provocat diverses transformacions en diferents contextos socials, principalment en l'educatiu, on ha estat necessari fer modificacions en les metodologies amb l'objectiu d'assegurar que els mètodes d'aprenentatge i les competències ensenyades en l'etapa escolar corresponen al context i a la realitat que actualment viu la nostra societat.
Llavors podem conceptualitzar, que, «l'alfabetització digital és la capacitat d'una persona d'executar activitats en un ambient digital, on pot localitzar, investigar i analitzar informació, a través de dispositius electrònics (ordinadors, telèfons, tauletes, etc.) i programes o aplicacions, cosa la qual dona la facultat/capacitat d'elaborar continguts i formar propostes mitjançant aquests mitjans. Aquesta branca de l'Educació Tecnològica, s'ha d'entendre com una nova forma de comunicació, de creació i comprensió de la informació».
El context educatiu és un element essencial en el desenvolupament de qualsevol país, ja que s'enfoca a la formació de nous professionals que es desenvoluparan en diverses àrees i entorns en un futur. Per aquesta raó, la inclusió de la tecnologia als estudis ha de regular-se de manera curosa i ha d'adequar-se a la perfecció a cada programa d'estudi. Aquest procés no només involucra als alumnes, ja que els professors també hi estan implicats. Aquells docents que són renuents a l'actualització i implementació de noves estratègies han de ser convençuts per fer-ho.

#### Origen del concepte
Malgrat que la idea d'alfabetització es relaciona amb l'accés a la lectura i a l'escriptura, l'arribada de nous llenguatges de comunicació i l'accés a aquests mitjans (com l'Internet i els recursos multimèdia) va generar la necessitat d'adquirir noves competències, cosa que va obligar a l'alfabetització a ampliar el seu espectre d'acció. Entenent, llavors l'alfabetització com l'accés a llenguatges audiovisual, computacionals, entre d'altres. El terme «digital» va ser afegit a aquests nous llenguatges (producte de la influència anglosaxona, on ja s'havia usat aquest terme per a referir-se a l'alfabetització en aquests nous formats).
L'alfabetització digital s'entén com el conjunt d'habilitats sociocognitives amb les quals es pot seleccionar, processar, analitzar i informar del procés de transformació d'informació a coneixement.
Cal mencionar, que a partir de com la realitat ha construït aquest concepte, l'alfabetització digital serà entesa en un sentit més ampli, el qual englobarà un seguit de característiques:
- Capacitat de realitzar de judicis informats (ben estructurats i argumentats) i qüestionaments respecte a la informació que es pot obtenir a través de la xarxa.
- Destreses relacionades amb la construcció de coneixement, duent a terme això de manera responsable i amb el criteri adequat per recopilar la informació que s'usarà per generar dit coneixement.
- Habilitats per buscar informació, fent èmfasi en l'aprenentatge per a poder utilitzar motors de cerca a Internet.
- Consciència que a la xarxa existeixen altres usuaris, els quals poden donar suport al desenvolupament del coneixement a partir de la discussió que pot generar-se dins dels mitjans digitals.
- Valoració de les eines que el sistema entrega per a poder complementar millor la informació.
- Capacitat de discernir i jutjar la validesa del contingut al qual es pot accedir a través de la xarxa.

#### Les xarxes socials i l'Educació Tecnològica
Les xarxes socials tenen un gran poder de gestió de la informació i promouen el treball cooperatiu, faciliten als investigadors la difusió del coneixement i la construcció d'aprenentatges nous. A això se suma l'ús generalitzat de les xarxes socials per part dels nous estudiants, considerats «natius digitals», com a mitjà de comunicació principal. Tot i això, es creu que l'ús generalitzat d'aquestes plataformes en ambients educatius comporta problemes comunicacionals per l'estudiant, disminuint la seva capacitat de comunicar-se de manera personal. També podrien provocar bretxes comunicacionals, especialment amb els professors que no són «natius digitals».
Les xarxes socials tenen un impacte positiu a l'educació en permetre usar eines virtuals que faciliten als docents la interacció amb els seus estudiants i la cerca d'informació per a les activitats a desenvolupar a l'aula. Un dels grans avantatges és que la nova generació d'estudiants ja té alguns coneixements (o dominen) respecte a tot allò relacionat amb el món digital, és per això que els resulta menys difícil l'adaptació a la incorporació de xarxes socials al seu àmbit acadèmic i formatiu.

## L'ensenyament de la Tecnologia a Catalunya

### La Tecnologia a primària
Es tracta de la incorporació més recent al currículum, amb l'actual LOE. Introdueix continguts de Tecnologia a tots els cicles. La seva implantació es realitza entre els cursos 2007-2008 (1r, 3r i 5è d'EP) i 2008-2009 (2n, 4t i 6è d'EP). Aquests continguts poden impartir-se dins l'àrea de coneixement del medi, com a transversals a totes les matèries o dins de projectes específics segons l'autonomia de cada centre.
| Cicle    | Bloc 6: matèria i energia | Bloc 7: objectes, màquines i tecnologies |
| -------- | --- | --- |
| 1r cicle | Diversitat de materials, forces, so, problemes mediambientals, reducció, reutilització i reciclatge | Identificació de màquines, muntatge i desmuntatge,anàlisis de funcionament, identificació de riscos, cura en l'ús de substàncies. materials i eines, comportaments segurs i d'estalvi, iniciació a les TIC                                  |
| 2n cicle | Taxonomia, forces, energia, fonts d'energia, residus, estalvi energètic, barreges, llum, propietats de materials, normes d'ús, seguretat i conservació d'eines i materials                              | Oficis, fonts d'energia, planificació de construcció, operadors mecànics, tecnologia i respecte al medi ambient, invents, apreciació no sexista, documentació del projecte, tractament de textos, formatació de documents, cerca a Internet |
| 3r cicle | Propietats dels materials, cinemàtica, fonts d'energia renovables i exhauribles, transformacions d'energia, processos físics i químics, calor, normes d'ús, seguretat i conservació d'eines i materials | Propietats de materials i la seva aplicabilitat, aplicacions de màquines, estructures, circuits elèctrics, elaboració d'informes, impacte social, comunicacions, addicció de les TIC                                                        |

### La Tecnologia a l'ESO
Després d'un període on l'ESO es va fer de forma experimental a diferents comarques, la seva implantació a tot el territori català es va generalitzar amb la LOGSE els cursos 1996-1997 (1r d'ESO) a 1999-2000 (4t d'ESO). Decrets i lleis posteriors, com ara la LOCE van modificar el seu desplegament. En l'actualitat la LOE la incorpora com a matèria obligatòria als primers cursos (1r a 3r d'ESO) i com a matèries optatives (en fa dos, Tecnologia i Informàtica) a 4t d'ESO. La implantació de la LOE es duu a terme en els cursos 2007-2008 (1r i 3r d'ESO) i 2008-2009 (2n i 4t d'ESO). Un canvi important en la concepció de l'àrea al desplegament català de la LOE és l'ús del mètode de projectes al llarg de tots els cursos com a eix vertebrador de la matèria.

#### La Tecnologia a 1r-3r d'ESO
Una única matèria, Tecnologia, es realitza de forma obligatòria a tots els cursos entre 1r i 3r d'ESO (altres comunitats autònomes de l'Estat Espanyol limiten a dos cursos la seva presència).
| Curs     | Continguts | Blocs |
| -------- | --- | --- |
| 1r d'ESO | Els continguts i els criteris d'avaluació del primer curs pretenen que l'alumnat comenci a treballar de bon principi seguint el procés tecnològic i construint objectes senzills que suposin l'ús de components estructurals i elèctrics. Més endavant, se sistematitzaran els aspectes teòrics de les estructures i dels circuits elèctrics. No es tracta, doncs, a primer, de fer teoria de la tecnologia, del procés tecnològic, de materials, d'estructures i d'electricitat, sinó d'utilitzar el procés tecnològic per reconèixer-lo, tot fent un constructe senzill amb elements mecànics i elècctrics per a després reflexionar i sistematitzar a partir de l'experiència pràctica. També més endavant s'aprofundirà en el model de procés tecnològic. Des del primer moment i al llarg del curs, les TIC seran una eina per a la integració, comunicació i divulgació de la informació. | - La tecnologia i el procés tecnològic. Eines i materials de tecnologia - Disseny i construcció d'objectes - Les TIC com eina per a la integració i la comunicació de la informació |
| 2n d'ESO | Els continguts del segon curs han de permetre que l'alumnat conegui, analitzi i reprodueixi (totalment o parcial) un procés industrial proper que el professorat seleccionarà en funció de l'entorn del centre. | - Electricitat - Processos i transformacions tecnològiques en la vida quotidiana - L'ordinador com a mitjà d'informació i comunicació                                               |
| 3r d'ESO | Els continguts del tercer curs han de permetre sistematitzar els conceptes sobre estructures que s'han emprat de manera intuïtiva i experimental a primer curs. El mateix passa també amb el procés tecnològic, que ara s'estudia i s'utilitza en tots els seus passos. En aquest curs l'alumnat ha de realitzar un procés tecnològic complet, preferentment en relació amb l'habitatge, integrant-hi les eines informàtiques que s'utilitzen al llarg dels tres cursos, amb especial atenció als mitjans utilitzats per a la divulgació. | - Màquines, mecanismes i estructures - Els projectes tecnològics - Les comunicacions                                                                                                |

#### La Tecnologia a 4t d'ESO
Dues matèries, de caràcter optatiu tenen presència a 4t d'ESO: Tecnologia i Informàtica.
| Continguts | Blocs                                                                           |
| --- | ------------------------------------------------------------------------------- |
| En aquesta matèria l'alumnat ha de centrar el seu treball en les tecnologies de control aplicades a entorns propers o estudiats anteriorment, com ara l'habitatge o un procés industrial proper. La pneumàtica s'hi ha d'incorporar de manera experimental, mentre que per a la hidràulica es pot fer servir programari de simulació (programari educatiu) . | - L'habitatge - Electrònica, pneumàtica i hidràulica - Control i automatització |

| Continguts | Blocs                                                                                    |
| --- | ---------------------------------------------------------------------------------------- |
| En aquesta matèria l'alumnat ha de centrar el seu treball en l'aplicació de tècniques d'edició digital en format multimèdia per dissenyar i elaborar presentacions, exposicions d'idees i projectes, així com en el desenvolupament de continguts a Internet per mitjà d'eines col·laboratives en entorns virtuals. | - Creacions multimèdia - Publicació i difusió de continguts - Eines per a la comunicació |

### La Tecnologia al Batxillerat
Si bé amb la LOGSE es crea un batxillerat específic, el Batxillerat Tecnològic, amb matèries de modalitat pròpies -com ara la Tecnologia Industrial, l'Electrotècnia o la Mecànica-, que es va implantar els cursos 1998-1999 (1r de batxillerat) i 1999-2000 (2n de Batxillerat), l'actual LOE, que s'implanta els cursos 2008-2009 (1r Batx.) i 2009-2010 (2n de Batx.) contempla un únic Batxillerat cientifico-tècnic, on desapareix la matèria Mecànica.